# Donnerberg-Kaserne
Die Donnerberg-Kaserne in Eschweiler ist eine Bundeswehrkaserne im westlichen Nordrhein-Westfalen. Sie befindet sich im südlichen Stadtgebiet südlich des Stadtteils Siedlung Waldschule, westlich des Eschweiler Stadtwaldes und nördlich der Erhebung Donnerberg, nach der sie seit 1958 benannt ist. Die Kaserne liegt an der Birkengangstraße, welche die Stadtgrenze zum benachbarten Stolberg bildet.

## Organisation
Die Donnerberg-Kaserne bildet, zusammen mit den drei Aachener Kasernen Lützow-, Dr.-Leo-Löwenstein- und Theodor-Körner-Kaserne, die Technische Schule des Heeres (TSH). Außerdem befindet sich dort die Abteilung III des Kalibrierzentrums der Bundeswehr.
Die Liegenschaft wird betreut vom Bundeswehr-Dienstleistungszentrum (bis 2006 Standortverwaltung) Aachen. Bis zum 31. August 1993 war dies die Aufgabe der zu diesem Zeitpunkt schließenden Standortverwaltung Eschweiler-Stolberg.

## Geschichte

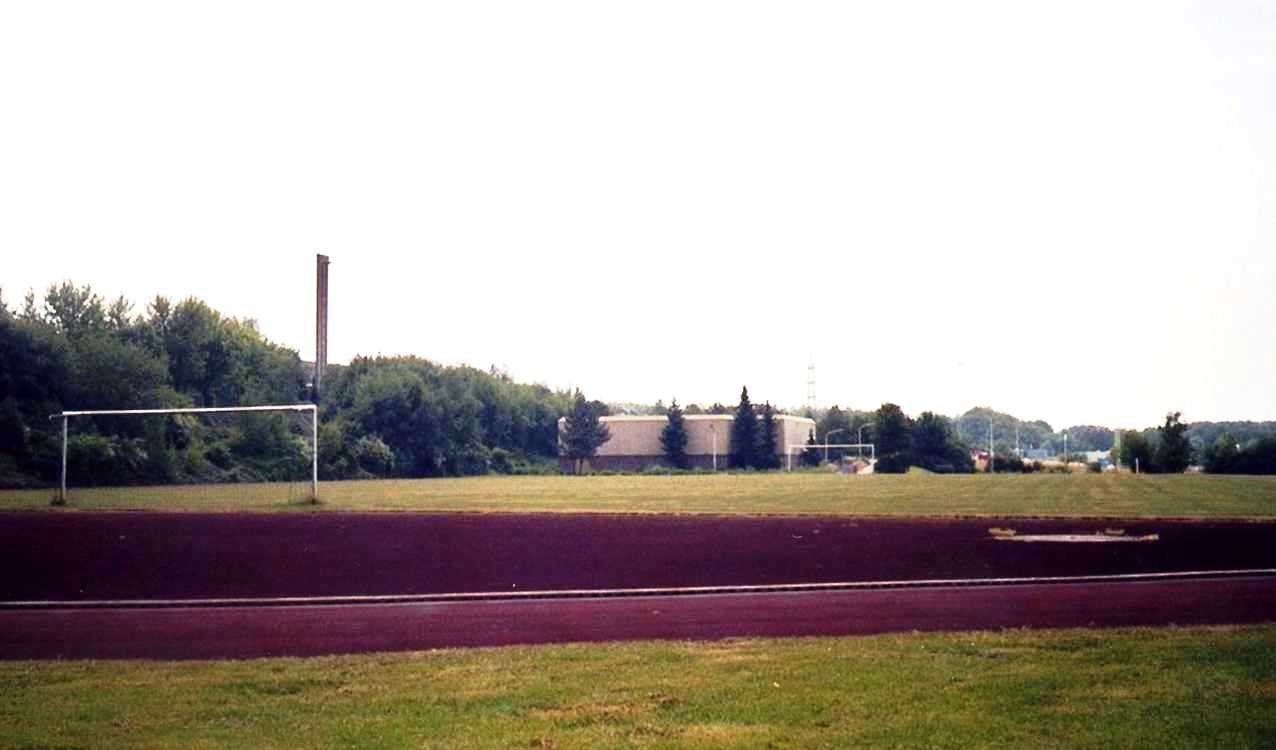
Sportplatz

Ende 1946 ist Baubeginn des Camp Eschweiler im Eschweiler Stadtwald und auf dem Donnerberg. Es wird später in Camp Zeebrugge umbenannt und ist zusammen mit Camp Astrid im Propsteier Wald die zweite belgische Kaserne auf Eschweiler Stadtgebiet. Die ersten belgischen Soldaten rücken im Sommer 1947 ein.
Am 20. Dezember 1956 wird das belgische Camp Zeebrugge teilweise von der Bundeswehr übernommen. Die endgültige und vollständige Übernahme mit der Einrichtung der Artillerieschule des Heeres und des Artillerielehr-Bataillons 421 erfolgt am 21. Mai 1958 unter dem Namen Lager Donnerberg. Am 7. Mai 1958 wird eine Buslinie Eschweiler-Altes Rathaus – Stadtwald – Lager Donnerberg eigens für die Rekruten in Betrieb genommen. Die letzten belgischen Einheiten verlassen Ende 1959 den Donnerberg. Aus der Artillerieschule wird 1964 die Raketenschule des Heeres gegründet, die 1974 nach Geilenkirchen verlegt wird. In der Donnerbergkaserne waren zu Lehrzwecken zwei Lehr-Batterien stationiert, die mit Honest John und Sergeant-Raketen ausgerüstet waren. Anfang 1972 übernimmt die Schule Technische Truppe I das Lager und seit 1974 wird die Instandsetzungsausbildung an elektronischem Wehrmaterial durchgeführt.
Am 2. Juni 1978 wird das Lager Donnerberg der Bundeswehr in Donnerberg-Kaserne umbenannt. Nach der ehemaligen Kaserne in der Preyerstraße (vormals Kasernenstraße) ist dies die zweite deutsche Kaserne in Eschweiler. Im März 1979 werden die Holzbaracken durch Steinbauten ersetzt. Die ersten Soldatinnen ziehen im März 2001 ein.

## Zugehörige Einrichtungen

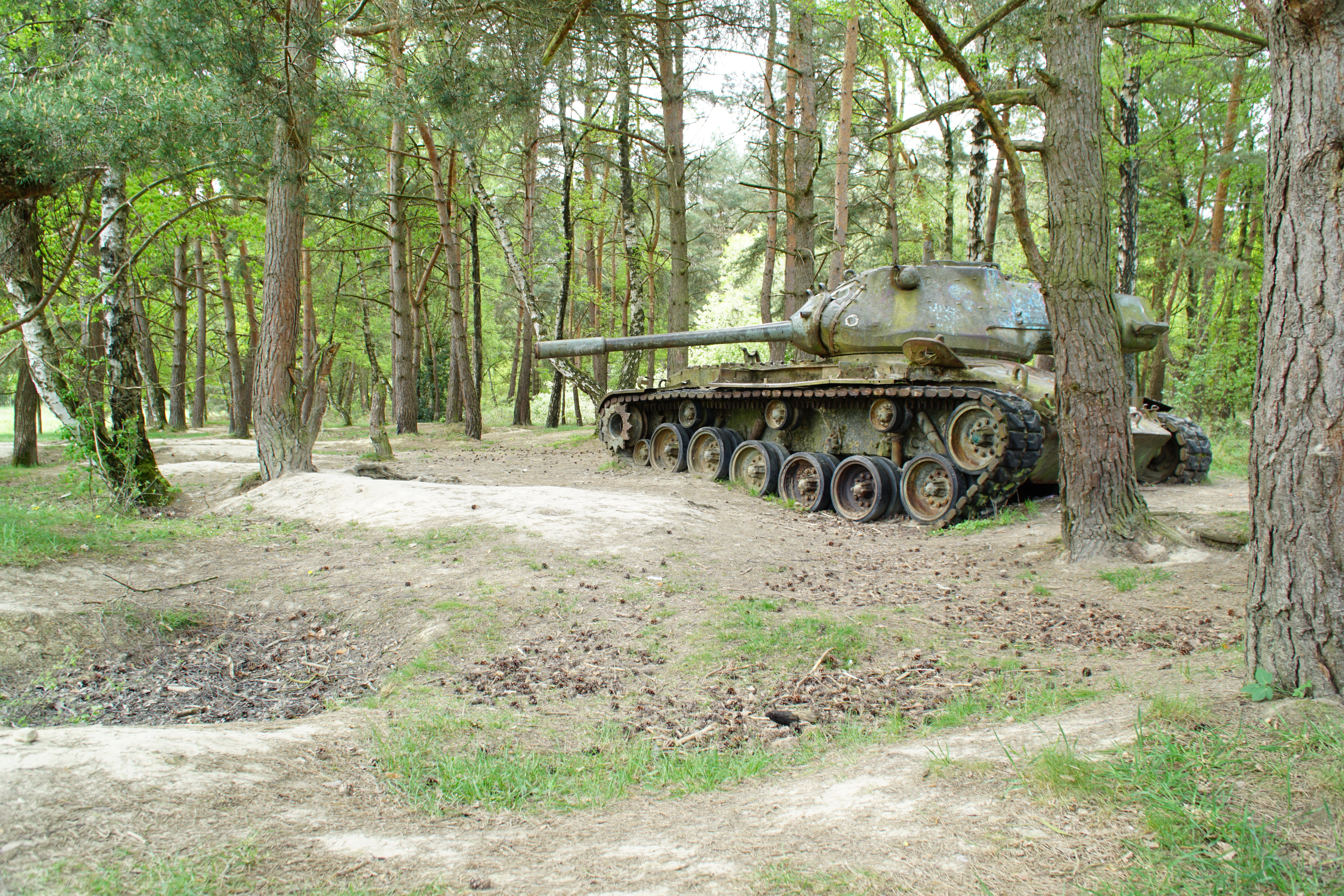
Standortübungsplatz Brand

Für die Technische Schule des Heeres ist auf einem Gelände bei Brand (Brander Heide) ein Standortübungsplatz der Bundeswehr mit 224,9 ha Größe vorgehalten. Eine ehemalige Standortschießanlage  ist zwischenzeitlich außer Betrieb. Alle Soldaten des Ausbildungszentrum üben den scharfen Schuss in der NATO-Schießanlage im rund 30 km von Eschweiler entfernten Geilenkirchen.

## Verkehr

Lage im Stadtgebiet

Stammbahnhof ist „Eschweiler Hbf“ an der Strecke Köln – Düren – Aachen.
Die Bushaltestellen „Donnerberg Kaserne“, „Eschweiler Stadtwald“ und „Waldsiedlung“ werden von der AVV-Linie 48 der ASEAG bedient.
| Linie | Verlauf |
| ----- | --- |
| 48    | Stolberg Mühlener Bf – Birkengang – Donnerberg – Donnerberg Kaserne – Eschweiler Stadtwald – Waldsiedlung – Pumpe-Stich – Eschweiler Hbf – Röthgen – Odilienstraße – Krankenhaus – Eschweiler Bushof – Vöckelsberg |

Die nächste Autobahnanschlussstelle ist „Eschweiler-West“ auf der A 4 über „Rue de Wattrelos“ → „Odilienstraße“ → „Röher Straße“ → „Phönixstraße“ → „Pumpe“ → „Luisenstraße“ → „Birkengangstraße“.

## Weitere Eschweiler Kasernen
In Eschweiler-Mitte befand sich die Wehrmachts-Kaserne Infanteriekaserne Eschweiler in der heutigen Preyerstraße und im Propsteier Wald die belgische Kaserne Camp Astrid.